# Lady Dynamite
Lady Dynamite es una comedia estadounidense creada por Pam Brady y Mitch Hurwitz, en Netflix. La serie actual Maria Bamford, y está basada libremente en su vida. La primera temporada tiene 12 episodios y fue lanzado el 20 de mayo de 2016. Fue restablecido para una temporada segunda el 27 de julio de 2016.

## Argumento
Comediante de stand up y actriz, Maria Bamford (retratado por ella misma) vuelve a Los Ángeles después de pasar seis meses en recuperación de trastorno bipolar. Ella intenta recuperar su vida con la ayuda de su agente Bruce Ben-Bacharach (Fred Relamed). La primera temporada utiliza la analepsis para mostrar su trasfondo.

## Elenco

### Elenco principal
- Maria Bamford como Maria Bamford.
- Fred Melamed como Bruce Ben-Bacharach.
- Mary Kay Place como Marilyn Bamford.

### Elenco recurrente
- Ana Gasteyer como Karen Grisham.
- Ed Begley Jr. como Joel Bamford.
- Lennon Parham como Larissa.
- Bridget Everett como Dagmar.
- Mo Collins como Susan Beeber.
- Dean Cain como Graham.
- June Diane Raphael como Karen Grisham.
- Ólafur Darri Ólafsson como Scott.
- Yimmy Yim como Chantrelle.
- Kyle McCulloch como la voz de Bert.

## Episodios
| # | Título                     | Fecha de estreno   |
| --- | -------------------------- | ------------------ |
| 1 | «Pilot»                    | 20 de mayo de 2016 |
| Después de seis meses afuera, Maria regresa a Los Ángeles. Ella crea un plan para conocer a sus vecinos.                                |                            |                    |
| 2 | «Bisexual Because of Meth» | 20 de mayo de 2016 |
| Maria considera una oferta de tener el papel estelar en un anuncio para Ramen y se embarca en una relación romántica con un drogadicto. |                            |                    |
| 3 | «White Trash»              | 20 de mayo de 2016 |
| 4 | «Jack and Diane»           | 20 de mayo de 2016 |
| 5 | «I Love You»               | 20 de mayo de 2016 |
| 6 | «Loaf Coach»               | 20 de mayo de 2016 |
| 7 | «Josue»                    | 20 de mayo de 2016 |
| 8 | «A Vaginismus Miracle»     | 20 de mayo de 2016 |
| 9 | «No Friend Left Behind»    | 20 de mayo de 2016 |
| 10 | «Knife Feelings»           | 20 de mayo de 2016 |
| 11 | «Mein Ramp»                | 20 de mayo de 2016 |
| 12 | «Enter the Super Grisham»  | 20 de mayo de 2016 |